# Грэм, Уильям (учитель)
Уильям Ментор Грэм (1800–1886) — американский учитель, наиболее известный тем, что обучал Авраама Линкольна во время пребывания будущего президента в Нью-Сейлеме (Иллинойс). 

## Биография
Грэм родился недалеко от Гринсберга, штат Кентукки. Получил образование в округе Хардин этого штата. В 1826 году, Грэм переехал в округ Сангамон (Иллинойс), где в деревне Нью-Сейлем стал директором единственной школы. После переезда сюда Линкольна в 1831 году, Грэм обучал молодого человека (которому было 22 года) арифметике и грамматике. Грэм писал: "Никто и никогда не превзошел его в быстром и хорошем усвоении основ и правил английской грамматики." Грэм, Линкольн, а также один из основателей деревни Джеймс Ратледж принимали участие в местном дискуссионном клубе. Грэм скончался в 1886 году в городе Блант, Южная Дакота.